# Nászok ásza
A Nászok ásza egy 1998-ban bemutatott amerikai romantikus komédia. A főszerepben Adam Sandler látható, aki egy 1980-as évekbeli esküvői énekest alakít, partnere pedig a pincérnőt alakító Drew Barrymore, akivel ez az első közös filmjük. A film nagy siker lett, költségvetésének körülbelül hatszorosát termelte ki világszerte, 2006-ban musical-változat készült belőle. A filmben szereplő John Lovitz saját filmbeli karakterét A Goldberg család című tévésorozat egyik 2019-es epizódjában újra eljátszotta, egyes jelenetekből részletek pedig a sorozatban is megjelennek.

## Cselekmény
|  | Alább a cselekmény részletei következnek! |

Robbie Hart egy közkedvelt esküvői énekes a New Jersey állambeli Ridgefield-ben 1985-ben, és ő maga is a saját esküvőjére készül Lindával. Megismerkedik és összebarátkozik egyik fellépése helyszínén a pincérnő Julia Sullivannel, akinek megígéri, hogy ő fog énekelni az ő esküvőjén. Teszi ezt annak ellenére, hogy Julia vőlegénye, az elfoglalt üzletember Glenn Gulia még a dátumot se választotta ki.
Robbie az esküvője napján hiába várja az oltár előtt Lindát, ő csak nem akar jönni. A testvére, Kate mondja el neki, hogy Linda meggondolta magát és mégsem akar hozzámenni, amitől Robbie érzelmileg összeomlik és megaláztatva érzi magát. Aznap este Linda felkeresi őt, és elmondja neki, hogy amikor beleszeretett, imponált neki az ambíciója, hogy rocksztár legyen, de most gyűlöli a gondolatát, hogy egy egyszerű esküvői énekes felesége legyen. Robbie mély depresszióba esik, barátai és ismerősei pedig aggódni kezdenek érte. A legjobb barátja, Sammy javaslatára újra elkezd dolgozni, de ez katasztrofálisan sül el, mert éneklés helyett megkeseredett módon kötekszik mindenkivel. Elhatározza, hogy felhagy az esküvőkön való fellépésekkel és csak más rendezvényeket vállal, így visszamondja a Juliának tett ígéretét is, akinek már megvan a dátum. Juliának sikerül rávennie, hogy segítsen neki az előkészületekben, mert Glenn nem ér rá, és ennek hála erősödik köztük a kapcsolat. Ahogy Robbie egyre több időt tölt Juliával, úgy döbben rá, milyen felszínes is volt Lindával a kapcsolata. Egyik este duplarandira mennek: Robbie, Glenn, Julia, és Julia unokatestvére, Holly. Robbie megtudja Glenntől, hogy rendszeresen megcsalja Juliát, és ezzel nem szeretne leállni csak azért, mert megnősül. Holly nyíltan rámozdul Robbie-ra, aki furán reagál, ebből pedig Holly rájön, hogy Robbie beleszeretett Juliába. Julia is egyre furcsábban viselkedik, amiből kiderül, hogy ő is így érez.
Holly elmondja Robbie-nak, hogy Julia csak azért menne hozzá Glennhez, mert sok pénze van, ezért Robbie jelentkezik egy banki állásra, ahonnét eltanácsolják. Mikor Julia megtudja, hogy ilyen irányú tervei vannak, leszidja az anyagiasságáért, amire Robbie is a fejéhez vágja ugyanezt és megsértődnek egymásra. Robbie elhatározza, hogy ahogy barátja, Sammy, ő is csak a rövid távú viszonyokat fogja hajszolni a nőknél. Sammy azonban felvilágosítja, hogy ő így boldogtalan, és ő ne akarjon ilyen lenni, hanem inkább menjen és vallja meg Juiának az érzéseit. Julia közben megvallja az anyjának, hogy már nem szereti Glennt, hanem helyette Robbie-t, és beleborzong a gondolatba, hogy az esküvő után Julia Gulia lesz a neve. Miközben az esküvői ruháját próbálgatja az ablaknál, elképzeli, milyen lenne, ha Robbie-hoz menne hozzá, és közben mosolyog. Ezt Robbie meglátja az utcáról, és tévedésből azt feltételezi, hogy Julia boldogan megy hozzá Glennhez.
Robbie alaposan lerészegedik, és az utcán szembetalálkozik Glennel, aki a legénybúcsúján is agyba-főbe csalja Juliát. Összeszólalkoznak, és Glenn leüti Robbie-t majd sértegetni kezdi őt. Hazatántorog, a lakás előtt pedig Linda várja őt, aki szeretne kibékülni vele. Sok mindenre nincs lehetőség, mert Robbie azonnal mély álomba merül. Másnap reggel Julia csenget és Linda nyit ajtót, aki a menyasszonyának nevezi magát. Julia összetörten keresi fel Glennt, aki még az előző estét heveri ki és közli, hogy most azonnal hozzá akar menni. Glenn örömmel indul el vele Las Vegasba. Robbie magához tér és a békülni szándékozó Lindát kidobja. Szomszédjának, Rosie-nak, akinek énekórákat is tartott, az 50. házassági évfordulójára rendezett ünnepségen döbben rá, hogy neki Julia kell. Ekkor megérkezik Holly, aki elmondja neki, hogy mi történt, míg ki volt ütve. Robbie ezt hallva elindul a repülőtérre, és vesz egy első osztályú jegyet a vegasi gépre.
A gépen elmeséli mindenkinek a szomorú történetét és mindenki ámuldozva hallgatja, még az ugyanazon a gépen utazó Billy Idol is. Ekkor megtudja, hogy ezen a gépen van Julia és Glenn is. Billy és a személyzet segítségével elénekel a gépen egy dalt, amit kimondottan Juliának küld. Glenn hiába próbálja megállítani őt, a személyzet, Billy Idol és egy rajongója megfékezik őt. Julia és Robbie végre összejönnek, Billy pedig, aki hallotta a dalt, felajánlja, hogy szól az érdekében pár szót a producereknek a lemezstúdióban.
A film zárójelenetében Robbie és Julia összeházasodnak, az esküvőn pedig Robbie zenésztársai játszanak.

## Szereplők
| Szerep                 | Színész             | Magyar hang    |
| ---------------------- | ------------------- | -------------- |
| Robbie Hart            | Adam Sandler        | Stohl András   |
| Julia Sullivan         | Drew Barrymore      | Biró Anikó     |
| Holly Sullivan         | Christine Taylor    | Ónodi Eszter   |
| Kate Hart              | Jodi Thelen         |                |
| Sammy                  | Allen Covert        | Crespo Rodrigo |
| Linda                  | Angela Featherstone | Holló Orsolya  |
| Glenn Gulia            | Matthew Glave       | Holl Nándor    |
| Rosie                  | Ellen Albertini Dow | Várnagy Kati   |
| George Stitzer         | Alexis Arquette     |                |
| Angie Sullivan         | Christina Pickles   | Hirling Judit  |
| Andy                   | Frank Sivero        | Végh Ferenc    |
| Önmaga                 | Billy Idol          | Bicskey Lukács |
| Mr. Simms              | Kevin Nealon        |                |
| Glenn barátja          | Steven Brill        |                |
| David Veltri           | Steve Buscemi       | Földi Tamás    |
| David barátja          | Peter Dante         |                |
| Jimmie Moore           | Jon Lovitz          |                |
| Férfi a 9-es asztalnál | Brian Posehn        |                |
| Bar mitzvós fiú        | Michael Shuman      |                |
| Andre                  | Robert Smigel       |                |
| Lány a bar mitzvón     | Chauntal Lewis      |                |

## Zene
1998-ban a filmhez kapcsolódóan két zenei album is megjelent. A dalok egy része szerepelt a filmben, akár a háttérben, akár valamelyik zenekar által előadva. Az összes dal az eredeti változatában szerepel, kivéve a "Rapper's Delight", amiben a filmből kivágott részlettel Ellen Albertini Dow is közreműködik.

### 1. lemez
1. The Presidents of the United States of America – Video Killed The Radio Star (eredetileg a The Buggles dala)
2. Culture Club – Do You Really Want To Hurt Me
3. The Police – Every Little Thing She Does Is Magic
4. The Smiths – How Soon Is Now?
5. The Psychedelic Furs – Love My Way
6. Thompson Twins – Hold Me Now
7. Elvis Costello – Everyday I Write The Book
8. Billy Idol – White Wedding
9. David Bowie – China Girl (eredetileg Iggy Pop dala)
10. New Order – Blue Monday
11. Musical Youth – Pass The Dutchie
12. Have You Written Anything Lately?
13. Adam Sandler – Somebody Kill Me
14. Sugarhill Gang & Ellen Dow – Rapper's Delight

### 2. lemez
1. Kajagoogoo – Too Shy
2. The Cars – It's All I Can Do
3. Spandau Ballet – True
4. A Flock of Seagulls – Space Age Love Song
5. The B-52's – Private Idaho
6. Flying Lizards – Money (That's What I Want)
7. Dead Or Alive – You Spin Me Round (Like A Record)
8. Depeche Mode – Just Can't Get Enough
9. The J. Geils Band – Love Stinks
10. Hall & Oates – You Make My Dreams
11. Madonna – Holiday
12. Adam Sandler – Grow Old With You

### A filmben szereplő további dalok
- After the Fire – Der Komissar
- Nena – 99 Luftballons
- Ellen Dow – Till There Was You
- Journey – Don't Stop Believin'
- The Cure – Boys Don't Cry
- Lionel Richie – All Night Long (All Night)
- Adam Sandler – That's All
- Jon Lovitz – Ladies' Night (eredetileg a Kool & The Gang dala)
- Huey Lewis & The News – Do You Believe In Love
- Newcleus – Jam On It
- Jan Hammer – Miami Vice Theme
- Bruce Springsteen – Hungry Heart
- Sourcerer – The Goofball Brothers Show
- Wham! – Wake Me Up Before You Go-Go

## Musical-adaptáció
2006-ban a Broadwayen bemutatták a filmből készült musicalt. Ebben a változatban Stephen Lynch játszotta Robbie-t és Laura Benanti Juliát. A 2007-2008-as és a 2009-2010-es színházi szezonban az Egyesült Államokban turnéztak az előadással. A  produkciót öt Tony-díjra és nyolc Drama Desk Awards-ra jelölték, valamint a kritika is jól fogadta. A musicalben a jelenetet, amikor a repülőn találkozik Billy Idollal, kicserélték, és itt már Las Vegasban találkozik egy Billy Idol-hasonmással, és vele, Ronald Reagan, Cyndi Lauper és Imelda Marcos hasonmásával alakítanak egy csoportot, és együtt győzik meg Juliát, hogy hagyja ott Glennt. Rosie karakterét is átírták, itt ugyanis Robbie nagymamája lett, akivel együtt él, és nem a szomszédja. A Broadway-en 284 alkalommal mutatták be, a közösségi színházakban és iskolai előadásokon nagyon népszerű a mai napig is.

## Fordítás
- Ez a szócikk részben vagy egészben  a   The Wedding Singer című angol Wikipédia-szócikk ezen változatának fordításán alapul.  Az eredeti cikk szerkesztőit annak laptörténete sorolja fel. Ez a jelzés csupán a megfogalmazás eredetét és a szerzői jogokat jelzi, nem szolgál a cikkben szereplő információk forrásmegjelöléseként.